# Campeonato Mundial de Handebol Feminino de 1957
O Campeonato Mundial de Handebol Feminino de 1957 foi a 1ª edição do Campeonato Mundial de Handebol Feminino. Foi disputado na Iugoslávia de 13 a 20 de julho de 1957, organizado pela Federação Internacional de Handebol (IHF) e pela Federação Iugoslava de Handebol.

## Equipes Participantes
| Grupo A   | Grupo B        | Grupo C            |
| --------- | -------------- | ------------------ |
| Áustria   | Checoslováquia | Alemanha Ocidental |
| Dinamarca | Hungria        | Polônia            |
| Romênia   | Suécia         | Iugoslávia         |

## Fase Preliminar
|  | Qualificadas para a Segunda Fase |
|  | Disputa de 7° ao 9° lugares      |

### Grupo A
| Pos | Equipe    | Pts | J | V | E | D | GP | GC | SG  |
| --- | --------- | --- | - | - | - | - | -- | -- | --- |
| 1   | Dinamarca | 4   | 2 | 2 | 0 | 0 | 15 | 5  | +10 |
| 2   | Áustria   | 2   | 2 | 1 | 0 | 1 | 7  | 10 | −3  |
| 3   | Romênia   | 0   | 2 | 0 | 0 | 2 | 2  | 9  | −7  |

| 13 de Julho | Áustria | 3–1 | Romênia | Iugoslávia |
| 13 de Julho | (1–1)   |     |         | Iugoslávia |
| 13 de Julho |         |     |         | Iugoslávia |

| 14 de Julho | Dinamarca | 6–1 | Romênia | Iugoslávia |
| 14 de Julho | (0–0)     |     |         | Iugoslávia |
| 14 de Julho |           |     |         | Iugoslávia |

| 15 de Julho | Dinamarca | 9–4 | Áustria | Iugoslávia |
| 15 de Julho | (5–3)     |     |         | Iugoslávia |
| 15 de Julho |           |     |         | Iugoslávia |

### Grupo B
| Pos | Equipe         | Pts | J | V | E | D | GP | GC | SG |
| --- | -------------- | --- | - | - | - | - | -- | -- | -- |
| 1   | Checoslováquia | 4   | 2 | 2 | 0 | 0 | 13 | 8  | +5 |
| 2   | Hungria        | 2   | 2 | 1 | 0 | 1 | 13 | 10 | +3 |
| 3   | Suécia         | 0   | 2 | 0 | 0 | 2 | 6  | 14 | −8 |

| 13 de Julho | Hungria | 9–2 | Suécia | Iugoslávia |
| 13 de Julho | (5–0)   |     |        | Iugoslávia |
| 13 de Julho |         |     |        | Iugoslávia |

| 14 de Julho | Checoslováquia | 5–4 | Suécia | Iugoslávia |
| 14 de Julho | (2–2)          |     |        | Iugoslávia |
| 14 de Julho |                |     |        | Iugoslávia |

| 15 de Julho | Checoslováquia | 8–4 | Hungria | Iugoslávia |
| 15 de Julho | (3–2)          |     |         | Iugoslávia |
| 15 de Julho |                |     |         | Iugoslávia |

### Grupo C
| Pos | Equipe             | Pts | J | V | E | D | GP | GC | SG  |
| --- | ------------------ | --- | - | - | - | - | -- | -- | --- |
| 1   | Iugoslávia         | 4   | 2 | 2 | 0 | 0 | 18 | 9  | +9  |
| 2   | Alemanha Ocidental | 2   | 2 | 1 | 0 | 1 | 13 | 11 | +2  |
| 3   | Polônia            | 0   | 2 | 0 | 0 | 2 | 7  | 18 | −11 |

| 13 de Julho | Iugoslávia | 11–3 | Polônia | Iugoslávia |
| 13 de Julho | (5–0)      |      |         | Iugoslávia |
| 13 de Julho |            |      |         | Iugoslávia |

| 14 de Julho | Alemanha Ocidental | 7–4 | Polônia | Iugoslávia |
| 14 de Julho | (3–1)              |     |         | Iugoslávia |
| 14 de Julho |                    |     |         | Iugoslávia |

| 15 de Julho | Iugoslávia | 7–6 | Alemanha Ocidental | Iugoslávia |
| 15 de Julho | (4–3)      |     |                    | Iugoslávia |
| 15 de Julho |            |     |                    | Iugoslávia |

## Disputa de 7° ao 9° lugares
|  | Classificação 7° lugar |
|  | Classificação 8° lugar |
|  | Classificação 9° lugar |

| Pos | Equipe  | Pts | J | V | E | D | GP | GC | SG |
| --- | ------- | --- | - | - | - | - | -- | -- | -- |
| 1   | Polônia | 4   | 2 | 2 | 0 | 0 | 7  | 1  | +6 |
| 2   | Suécia  | 2   | 2 | 1 | 0 | 1 | 3  | 5  | −2 |
| 3   | Romênia | 0   | 2 | 0 | 0 | 2 | 1  | 5  | −4 |

| 17 de Julho | Polônia | 4–1 | Suécia | Iugoslávia |
| 17 de Julho |         |     |        | Iugoslávia |
| 17 de Julho |         |     |        | Iugoslávia |

| 18 de Julho | Suécia | 2–1 | Romênia | Iugoslávia |
| 18 de Julho |        |     |         | Iugoslávia |
| 18 de Julho |        |     |         | Iugoslávia |

| 19 de Julho | Polônia | 3–0 | Romênia | Iugoslávia |
| 19 de Julho |         |     |         | Iugoslávia |
| 19 de Julho |         |     |         | Iugoslávia |

## Segunda Fase
|  | Classificado para final               |
|  | Classificado para decisão do 3° lugar |
|  | Classificado para decisão do 5° lugar |

### Grupo 1
| Pos | Equipe     | Pts | J | V | E | D | GP | GC | SG |
| --- | ---------- | --- | - | - | - | - | -- | -- | -- |
| 1   | Hungria    | 4   | 2 | 2 | 0 | 0 | 15 | 9  | +6 |
| 2   | Iugoslávia | 2   | 2 | 1 | 0 | 1 | 14 | 17 | −3 |
| 3   | Dinamarca  | 0   | 2 | 0 | 0 | 2 | 12 | 15 | −3 |

| 17 de Julho | Hungria | 10–4 | Iugoslávia | Iugoslávia |
| 17 de Julho | (5–1)   |      |            | Iugoslávia |
| 17 de Julho |         |      |            | Iugoslávia |

| 18 de Julho | Hungria | 5–5 | Dinamarca | Iugoslávia |
| 18 de Julho | (4–2)   |     |           | Iugoslávia |
| 18 de Julho |         |     |           | Iugoslávia |

| 19 de Julho | Iugoslávia | 10–7 | Dinamarca | Iugoslávia |
| 19 de Julho | (4–3)      |      |           | Iugoslávia |
| 19 de Julho |            |      |           | Iugoslávia |

### Grupo 2
| Pos | Equipe             | Pts | J | V | E | D | GP | GC | SG  |
| --- | ------------------ | --- | - | - | - | - | -- | -- | --- |
| 1   | Checoslováquia     | 4   | 2 | 2 | 0 | 0 | 22 | 7  | +15 |
| 2   | Alemanha Ocidental | 2   | 2 | 1 | 0 | 1 | 14 | 18 | −4  |
| 3   | Áustria            | 0   | 2 | 0 | 0 | 2 | 11 | 22 | −11 |

| 17 de Julho | Checoslováquia | 12–3 | Áustria | Iugoslávia |
| 17 de Julho | (5–1)          |      |         | Iugoslávia |
| 17 de Julho |                |      |         | Iugoslávia |

| 18 de Julho | Alemanha Ocidental | 10–8 | Áustria | Iugoslávia |
| 18 de Julho | (6–4)              |      |         | Iugoslávia |
| 18 de Julho |                    |      |         | Iugoslávia |

| 19 de Julho | Checoslováquia | 10–4 | Alemanha Ocidental | Iugoslávia |
| 19 de Julho | (5–3)          |      |                    | Iugoslávia |
| 19 de Julho |                |      |                    | Iugoslávia |

## Fase Final

### Decisão do 5º lugar
| 20 de Julho | Dinamarca | 10–6 | Áustria | Iugoslávia |
| 20 de Julho | (3–3)     |      |         | Iugoslávia |
| 20 de Julho |           |      |         | Iugoslávia |

### Decisão do 3º lugar
| 20 de Julho | Iugoslávia | 9–6 | Alemanha Ocidental | Iugoslávia |
| 20 de Julho | (4–4)      |     |                    | Iugoslávia |
| 20 de Julho |            |     |                    | Iugoslávia |

### Final
| 20 de Julho | Checoslováquia | 7–1 | Hungria | Iugoslávia |
| 20 de Julho | (3–1)          |     |         | Iugoslávia |
| 20 de Julho |                |     |         | Iugoslávia |

## Classificação Final
| Rank | Seleção            |
| ---- | ------------------ |
|      | Checoslováquia     |
|      | Hungria            |
|      | Iugoslávia         |
| 4    | Alemanha Ocidental |
| 5    | Dinamarca          |
| 6    | Áustria            |
| 7    | Polônia            |
| 8    | Suécia             |
| 9    | Romênia            |

|  | Classificada para o Campeonato Mundial de Handebol Feminino de 1962 |

| Campeãs Mundiais Femininas de Handebol 1957 Checoslováquia Primeiro Título Elenco: Anna Čápová (Ríšová), Věra Aschenbrenerová, Vlasta Čiháková, Jana Housková, Stanislava Kučerová, Květa Marzinová, Květa Janečková, Pavla Bartáková, Věra Dvořáková, Blanka Kotlínová, Jana Maléřová, Veronika Schmidtová (Ilavská). Treinadores: Karel Hošťalek, Ladislav Gross |

## Ligações Externas
- International Handball Federation.info (em inglês)